# ChronoPay
ChronoPay (Хронопэй) — международная процессинговая компания. Штаб-квартира находится в Амстердаме, королевство Нидерланды (ChronoPay B. V.). ChronoPay специализируется в области обработки платежей по банковским картам и иным платёжным инструментам в сети Интернет. ChronoPay является связующим звеном между банками-эквайерами и интернет-торговцами, обеспечивая последним доступ к приёму платежей с использованием пластиковых карт. Работают как провайдер для UCS
.
Участник отраслевых ассоциаций АКИТ, РАЭК
 и НАУЭТ.
Лауреат Премии Рунета 2006 года в номинации «экономика и бизнес».
.
Владелец и основатель компании — российский бизнесмен Павел Врублевский

## Цифры и факты
- Компания ChronoPay была создана в 2003 году.
- В компании работает приблизительно 130 сотрудников.
- ChronoPay сотрудничает с около 15 банками-эквайрами.
- ChronoPay поддерживает около 30 платёжных инструментов (банковские карты международных платёжных систем, наиболее популярные виды электронных денег, работа с интернет-банкингами).
- Ресурсы ChronoPay позволяют без проблем обрабатывать 5 000 транзакций в секунду (~13 000 000 000 в месяц).
- Система противодействия мошенничеству ChronoPay содержит около 250 фильтров.
- Рейтинги "20 крупнейших онлайн-магазинов России 2014" и "20 самых  дорогих компаний Рунета 2015", составленные изданием Forbes на 25%  состоят из клиентов ChronoPay

## Платёжные инструменты
ChronoPay позволяет организовать оплату картами основных международных платёжных систем — VISA, MasterCard, AMEX, JCB и Diners Club, а также системами электронных денег, таких как российские системы Yandex.Деньги, WebMoney, QiWi, интернет-банкинг — InvoiceBox.
Служба электронных авиабилетов E-Avia.
В 2007 году, после легализации в России электронных билетов, ChronoPay занялся процессингом в этой сфере, организовав проект E-Avia. ChronoPay E-Avia — первый и крупнейший из аналогичных проектов, обрабатывающий платежи для большинства крупных авиакомпаний (крупнейший из клиентов — Трансаэро), за исключением Аэрофлота.

## История компании

### 2003 год
Павел Врублевский с компаньонами используя свой опыт в построении IT проектов основывает в Нидерландах Компанию ChronoPay B.V. со штаб-квартирой в городе Амстердам.

### 2004 год
Компания начинает работу на европейском рынке электронной коммерции. Первый партнёр банк-эквайер – PAGO (Deutsche Bank AG, Германия). Одним из первых крупных клиентов стал Templatemonster, крупнейший мировой бренд предлагающий готовые решения для веб-дизайна. Во многом благодаря именно этому проекту в ChronoPay была заложена основа для лучшего на сегодняшний момент Anti-Fraud решения на российском рынке. Дело в том, что интернет-мошенники зачастую покупали готовые шаблоны интернет-магазинов используя ворованную банковскую карту, через которые потом пробовали провести деньги с неё. Множество кардеров со всего мира пытались воспользоваться продуктами Templatemonster, а ChronoPay долгие годы отражал эти попытки, научившись оперативно и с большой долей вероятности вычислять мошеннические транзакции. Более 10 лет непрерывной борьбы с мошенниками и позволили в конечном счёте создать систему ChronoMethod Anti-Fraud с крайне высокой степенью надёжности.

### 2005 год
ChronoPay расширяет региональную сеть представительств – открываются офисы в Барселоне и Риге. В Латвии Компания заключает партнёрство с эквайером PAREX Banka.
Достигнутые успехи в Западной и Восточной Европе обусловили выход на перспективный российский рынок, находящийся в стадии формирования.
В Москве руководством компаний ChronoPay и UCS подписано соглашение о совместной работе по обработке электронных платежей.

### 2006 год
С этого периода Компания начинает активное развитие на российском рынке.
ChronoPay становится членом Национальной ассоциации участников электронной торговли (НАУЭТ), крупнейшего на тот момент профильного объединения. Компания сформировала в организации комитет по электронной коммерции, ставший первым профильным отделением в её составе.
ChronoPay проводит профильные конференции на ведущих дискуссионных площадках России, в том числе на важнейшем Российском Интернет Форуме, где первые игроки отрасли совместными усилиями формировали рынок.
В тот момент на международном музыкальном рынке сложилась непростая ситуация, когда западные звукозаписывающие компании оспаривали правомерность работы российских интернет-магазинов по продаже музыки онлайн. В частности, претензии предъявлялись allofmp3.com, которая была зарегистрирована в России, и чья деятельность соответствовала российскому законодательству. К этому времени практически все крупнейшие музыкальные магазины из РФ, включая allofmp3.com, были клиентами ChronoPay. Публичная деятельность и усилия ChronoPay по организации конструктивного диалога правообладателей цифрового контента и его распространителей привели к принятию 4 Части Гражданского Кодекса Российской Федерации, регулирующей правовые отношения между сторонами авторского права.
В то же время активное участие в деятельности Компании принял Иван Шаповалов, единственный российский поп-продюсер известный на Западе, которого помнят, как первого наставника легендарной группы Тату, чьи песни до сих пор знают во многих странах мира на всех континентах.
Приложенные усилия и внушительные результаты были отмечены Премией Рунета в номинации «За вклад в развитие электронной коммерции».

### 2007 год
Этот год стал важнейшим для всего рынка электронной коммерции. С появлением электронного авиабилета оплата товаров и услуг банковскими картами в Интернете начала входить в обиход россиян. ChronoPay ответил на новый тренд созданием универсальной платформы для авиаиндустрии и туризма E-AVIA, вступил в Российский союз туриндустрии.
ChronoPay расширяет линейку платёжных инструментов, подключая системы электронной наличности Яндекс.Деньги и WebMoney, активно расширяются отраслевые решения для электронной коммерции.
К платёжной платформе подключается Всемирный фонд дикой природы (WWF).

### 2008 год
ChronoPay продолжает развивать платёжную инфраструктуру, подключая российским интернет-площадкам новые платёжные инструменты, в том числе зарубежные MoneyBookers (ЕС) и AliPay (Китай).
С этого года начинается сотрудничество с эквайринговым центром Мультикарта (ВТБ24).
К ChronoPay подключается МТС, став первым оператором «Большой Тройки», предложившим своим абонентам оплату картами онлайн, тем самым начав менять их финансовые привычки. В этом же году клиентами Компании стали EA (Electronic Arts), Стрим и Beeline-WiFi.

### 2009 год
В это время происходит стремительный рост Компании – уже 500 ТСП используют наше платёжное решение на своих интернет-ресурсах. Значительный прирост клиентов обеспечила интеграция с CMS 1C-Битрикс.
В эти 12 месяцев к ChronoPay подключаются крупные игроки, среди которых Мосэнергосбыт, Доставка.Ру, Yota, SkyLink и другие.
В это же время ChronoPay начинает оказывать активную поддержку социально-значимым и профессиональным проектам. Компания вступает в Российскую Ассоциацию Электронных Коммуникаций (РАЭК), где принимает непосредственное участие в формировании структуры организации.
Компания расширяет международную экспансию, открыв представительства в США и Бразилии. В Азербайджане ChronoPay участвовал в зарождении карточных интернет-платежей. Меньше чем через год в стране целых шесть национальных банков начали обрабатывать интернет-транзакции.
Усилия Компании приносят грандиозные результаты – годовой оборот увеличивается на 200%.

### 2010 год
К платформе ChronoPay подключаются Трансаэро, SoftKey, Greenpeace, Гослото и другие.
Через наш платёжный шлюз проходит 100-миллионная транзакция. По оценке аналитиков CNews, доля ChronoPay на рынке достигает 45%. В это же время на систему обрушиваются множество мощнейших хакерских атак, цель которых обрушить процессинг и похитить данные плательщиков. Опыт и компетенции специалистов Компании позволили отразить нападения так, что клиенты не почувствовали никаких изменений в качестве сервиса. В этом году было основательно модернизировано программное обеспечение, отвечающее за обработку платежей, а также серьёзно усовершенствованы защитные механизмы. Практический опыт борьбы с хакерством позволил точнее настроить систему безопасности и устранить «узкие места». Компания показала значительный прирост годового оборота на уровне 170%.

### 2011 год
Представлен новый корпоративный сайт Компании, разработкой которого занималась студия Владимира Липки «Липка и друзья».
С февраля этого года ChronoPay начал оказывать значительную поддержку баскетбольному движению в России, став наряду с компанией SOLLERS одним из первых крупных сторонних спонсоров Лиги ВТБ.
Новым банком-партнёром по эквайрингу становится Банк Москвы.
Как член РАЭК ChronoPay принял участие в создании двух комиссий – по электронной коммерции и по информационной безопасности и киберпреступности.
Специалисты Компании непрерывно работают над повышением качества сервиса, как следствие новыми клиентами становятся Sony Store, Philipp Plein и другие. В рамках инициатив по развитию социально-значимых проектов, ChronoPay помог привлечь более сорока миллионов рублей для благотворительных организаций.

### 2012 год
Один из крупнейших магазинов электроники Citilink выбирает ChronoPay в качестве платёжного решения на своём сайте.
Компания ChronoPay стала одним из первых операторов платежей, интегрированных с бонусной программой Сбербанка «Спасибо».
Расширяется линейка финансовых инструментов за счёт подключения системы межбанковских переводов InvoiceBox.

### 2013 год
ChronoPay празднует десятилетие работы на рынке электронной коммерции. В дополнение к серверам американской RackSpace были задействованы мощности европейской InetU. К платёжному сервису подключается первая европейская авиакомпания – airBaltic.
Компания заключает партнёрство с Газпромбанком на эквайринговые услуги.
Несмотря на непростую экономическую ситуацию ChronoPay не отказалась от поддержки спортивных мероприятий.

### 2014 год
Через систему прошла юбилейная 500-миллионная транзакция. Плательщик был награждён памятным призом от ChronoPay и Столото, на сайте которого он сделал ставку.
В середине года ChronoPay первым подключил интернет-магазин Крыма. Им стал туроператор «Мир Путешествий».
За год ChronoPay вывел на рынок несколько новых продуктов, в том числе облачный сервис ChronoIVR, который позволяет совершать оплату при помощи тонального набора на телефоне.
Компания восстановила партнёрскую схему работы, предложив заинтересованным организациям и физическим лицам комиссионные выплаты за подключение к ChronoPay новых клиентов.
Для малых и средних интернет-площадок была организована упрощённая схема работы ChronoXunsu (фасилаторская модель), при которой время подключения к сервису занимает 1...3 дня и весь документооборот ведётся в режиме «одного окна».
С рядом крупных российских банков реализован уникальный сервис онлайн оплаты кредитов картами любых банков.
Рейтинг «20 самых дорогих компаний Рунета» составленный изданием Forbes по итогам 2014 года на 25% состоял из клиентов ChronoPay.

### 2016 год
Компания ChronoPay вступает в АКИТ.
По результатам исследования аналитического агентства Markswebb Rank & Report, ChronoPay возглавил рейтинг отечественных сервисов интернет-эквайринга.

### 2022
Основатель и владелец компании арестован в России по делу о мошенничестве 